# HTC Titan
HTC Titan，原廠型號HTC P4000，是台灣宏達電公司所推出的智慧型手機，搭載微軟 Windows Mobile 6.0，配備Qualcomm MSM7500 400MHz處理器，配有側滑動式QWERTY鍵盤，性能強大。2007年6月於北美首度發表。已知客製版本HTC P4000，Telus＆HTC P4000，Sprint＆HTC Mogul，Qwest＆HTC Mogul，Alltel＆HTC PPC6800，Bell＆HTC PPC6800，UTStarcom PPC6800，UTStarcom＆Verizon XV6800，Telecom New Zealand＆HTC Titan。

## 技術規格
- 處理器：Qualcomm MSM7500 400MHz
- 作業系統：Windows Mobile 6.0 PocketPC Phone Edition
- 記憶體：ROM：256MB，RAM：64MB
- 尺寸：110mm X 59mm X 18.5mm
- 重量：150g（含電池）
- 螢幕：QVGA 解析度、2.8 吋 TFT-LCD 平面式觸控感應螢幕
- 網路：CDMA2000 1x RTT/CDMA2000 1x EV-DO
- 藍牙：2.0 with EDR
- Wi-Fi：IEEE 802.11 b/g
- 相機：200萬畫素相機，不支援自動對焦功能
- 電池：1560mAh充電式鋰或鋰聚合物電池

## 外部連結
- HTC P4000 概觀
- HTC P4000 技術規格